# إدغار كاردوسو
إدغار كاردوسو (بالبرتغالية: Edgar Cardoso‏) هو مهندس مدني برتغالي، ولد في 11 مايو 1913 في بورتو في البرتغال، وتوفي في 5 يوليو 2000 في لشبونة في البرتغال.